# 長良川発電所
長良川発電所（ながらがわはつでんしょ）は、岐阜県美濃市立花にある中部電力の水力発電所である。
長良川にある水路式発電所であり、最大出力4,800キロワットで運転されている。美濃市のうち旧洲原村の大字立花に所在。1910年（明治43年）に運転を開始した。

## 設備構成
長良川発電所は、ダムではなく河川よりも勾配の緩い水路を造ることで落差を得て発電する形態の水路式発電所である。最大使用水量22.24立方メートル毎秒・有効落差26.77メートルにて最大出力4,800キロワット（うち常時出力2,200キロワット）を発電する。
水路は無圧トンネル・蓋渠・開渠・水路橋からなり、総延長は4.37キロメートルに及ぶ。ほかに沈砂池の設備も持つ。上部水槽から水を落とす水圧鉄管は1条のみの設置でその長さは44.76メートル。発電用水車は出力5,100キロワットの日本工営製立軸単輪単流渦巻フランシス水車 (VF-1RS) を1台設置。同様に発電機も1台で、容量5,300キロボルトアンペア（力率90パーセント）・電圧6.9キロボルトの富士電機製発電機を置く。周波数は60ヘルツに設定されている。
後述のように完成時は名古屋市への送電に充てられていたが、2010年現在では発生電力は美濃市内と郡上市内へと送電されている。

## 歴史

### 建設の経緯
長良川発電所の建設を最初に計画したのは、旧岩村藩（岐阜県恵那郡）の士族小林重正である。琵琶湖疏水を利用した蹴上発電所を見学して触発された小林は、自ら岐阜県の長良川・飛騨川の調査を始め、水力発電起業に動き始める。渡辺甚吉や郷佐太郎ら岐阜県内の有力資産家の資金援助を得て研究を進めた結果、長良川のうち武儀郡洲原村大字立花の地点が最も有利だとの結論を得た。さらに当時シーメンス日本営業所の社員であった野口遵ら専門家に設計を依頼し、約19万円の総工費にて出力3,000キロワットの発電所を建設するという計画を取りまとめた。
1896年（明治29年）11月、小林・渡辺・郷ら「岐阜水力電気株式会社」発起人は岐阜県宛に水利権取得を出願し、翌1897年（明治30年）12月にその許可を得た。加えて1898年（明治31年）1月には電気事業経営許可を逓信省へと出願し、同年8月1日付でその許可も得た。しかし岐阜水力電気は日清戦争後の不況のため株式募集が難航、会社設立に至ることなく1904年（明治37年）に事業許可が取り消されて起業は失敗に終わった。
日露戦争後になると、機器の売り込みのため各地で発電所建設を促すシーメンスの活動を背景に、すでに同社を退社していた野口遵が失敗に終わっていた長良川発電所計画を名古屋市の電力会社名古屋電灯に持ち込んだ。当時名古屋電灯は木曽川での発電所建設を検討していたが、野口の勧めにより木曽川に先駆けて長良川発電所の建設を実行する方針に転換する。1907年（明治40年）5月、名古屋電灯は株主総会で長良川発電所の建設とそれに伴う増資を決定した。
着工は1908年（明治41年）。当時は交通機関が未発達であったため、発電機は岐阜駅に到着後牛車に載せられ約1週間かけて発電所建設地の対岸まで輸送され、そこから大筏を組んで建設地まで運び込まれたという。総工費246万円余りが投じられた結果、1910年（明治43年）3月15日に長良川発電所は運転を開始した。発電所出力は4,200キロワット。その電力は、翌日名古屋市内の鶴舞公園で開幕した第10回関西府県連合共進会のイルミネーションでさっそく活用された。

### 建設時の設備

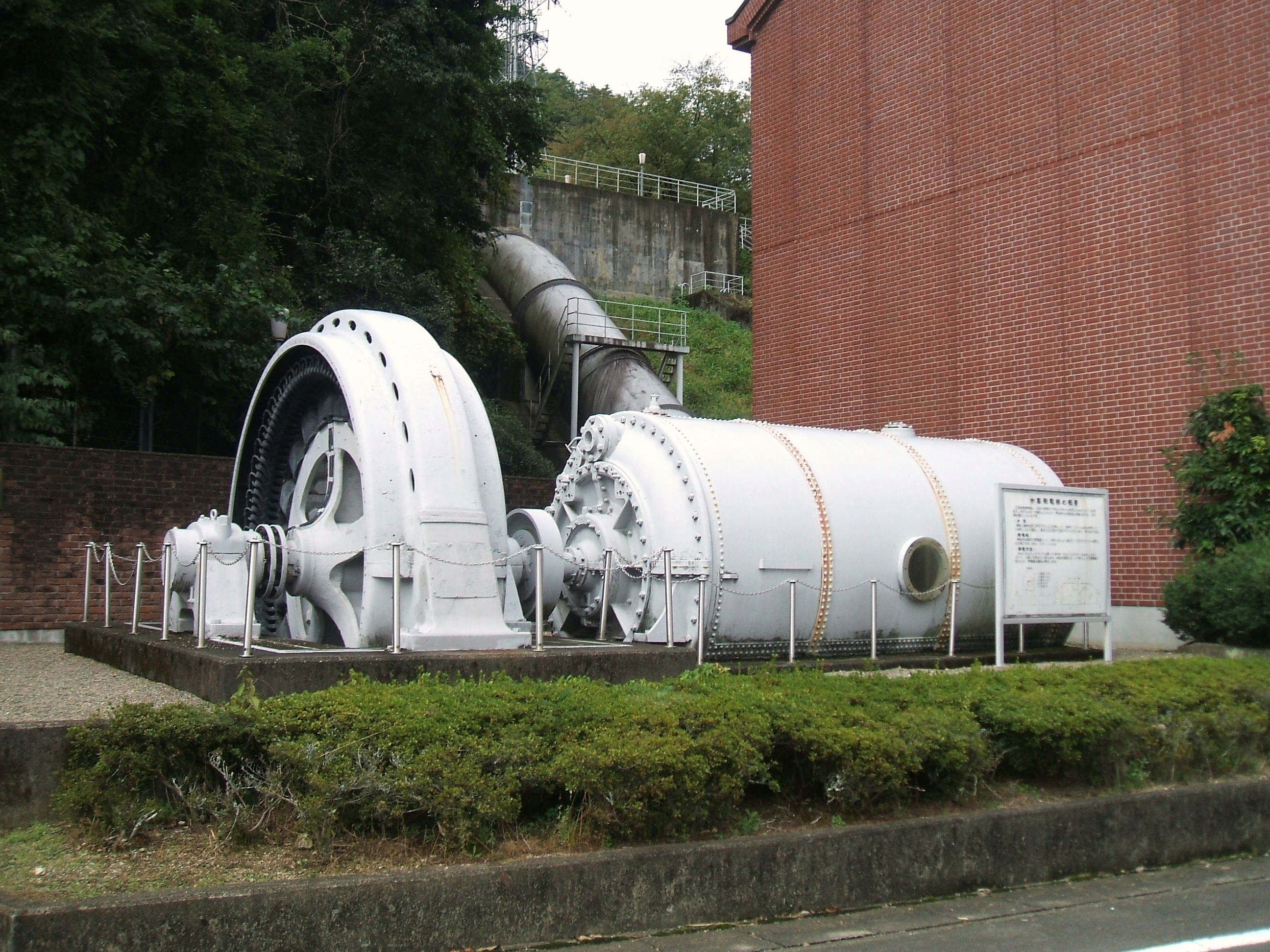
発電所前に保存されている名古屋電灯時代からの水車・発電機

建設までの経緯から、長良川発電所の主要機器にはドイツ・シーメンス製のものが多く採用された。
水車はドイツ・フォイト製の前口フランシス水車（フロンタル水車）を採用。発電機はシーメンス製で、出力2,500キロワット・電圧2,200ボルトであった。どちらも3台の設置である。1910年3月までに完成したのは3台のうち1・2号機で、翌4月27日になって3号機も完成して3台体制となった。以後3台中1台を予備として運用されたが、2号機は1918年（大正7年）2月になって取り外され、矢作川の串原仮発電所へと転用された。
33キロボルトへと昇圧する変圧器は5台の設置でこれもシーメンス製である。発生電力は愛知県西春日井郡金城村大字児玉（現・名古屋市西区）に設置された児玉変電所へと送電された。

### 建設後の動き

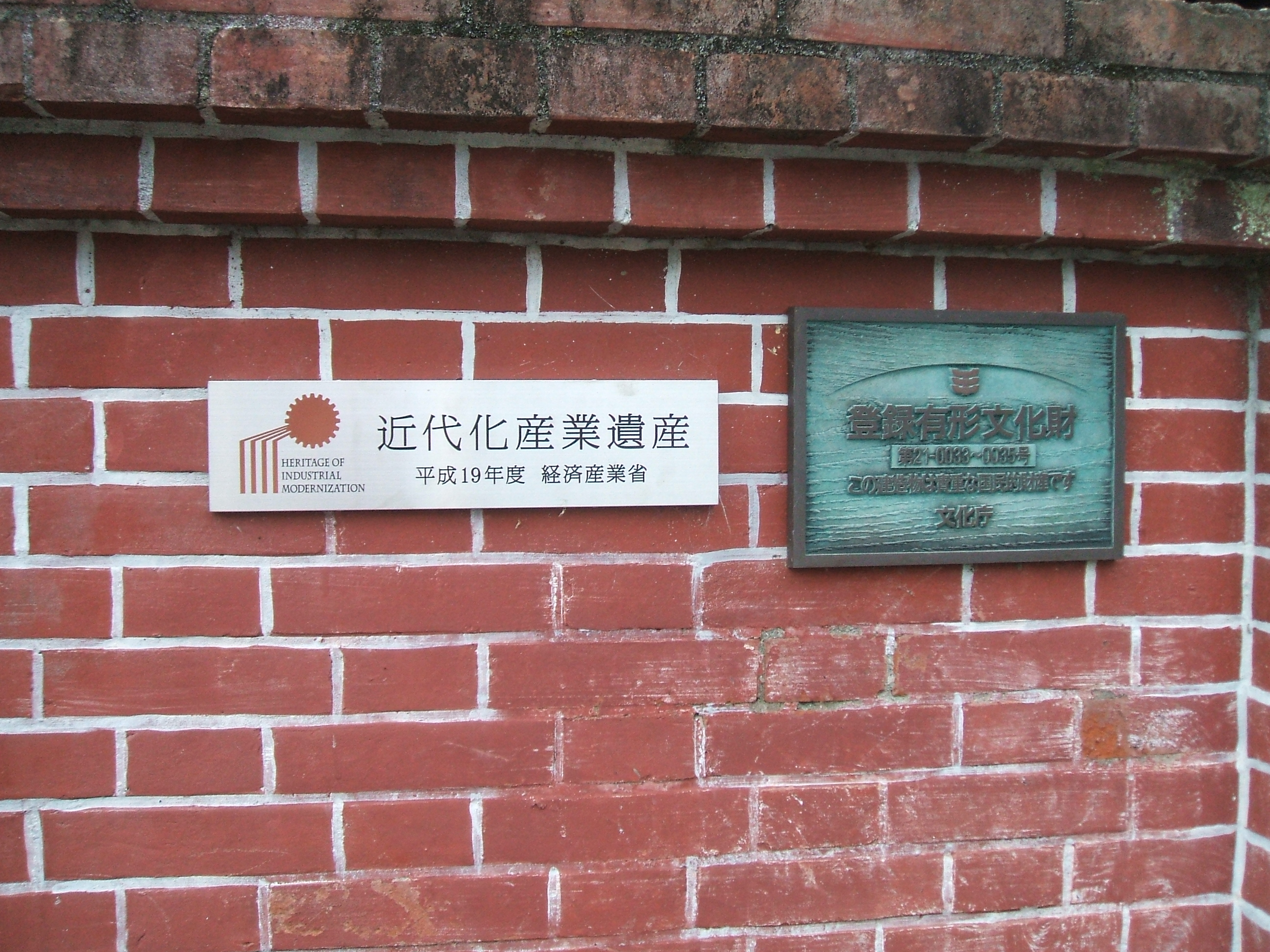
レンガ積みの正門壁に貼られた登録プレート。

長良川発電所完成後、1921年（大正10年）から翌年にかけての事業者再編で名古屋電灯は東邦電力となる。太平洋戦争中の1942年（昭和17年）には配電統制令により東邦電力から中部配電へと出資。さらに戦後1951年（昭和26年）5月1日実施の電気事業再編成では中部電力へと譲渡された。出力は4,200キロワットのままである。
1981年（昭和56年）8月、全面的な改修工事が竣工した。改修により従来のフォイト製水車・シーメンス製発電機に代わって日本工営製水車・富士電機製発電機が据え付けられ、発電所出力も4,800キロワットへと引き上げられた。置き換えられた水車・発電機のうち1組は歴史的価値が認められ、発電所構内で保存・展示されている。
その後2000年（平成12年）に登録有形文化財に登録、2001年（平成13年）には発電所関連施設が登録有形文化財に登録、2007年度（平成19年度）に近代化産業遺産に認定された。
2010年（平成22年）4月6日には、発電所にて運転100周年を祝う記念行事が中部電力関係者と地元関係者ら25人を招き挙行された。

## 画像

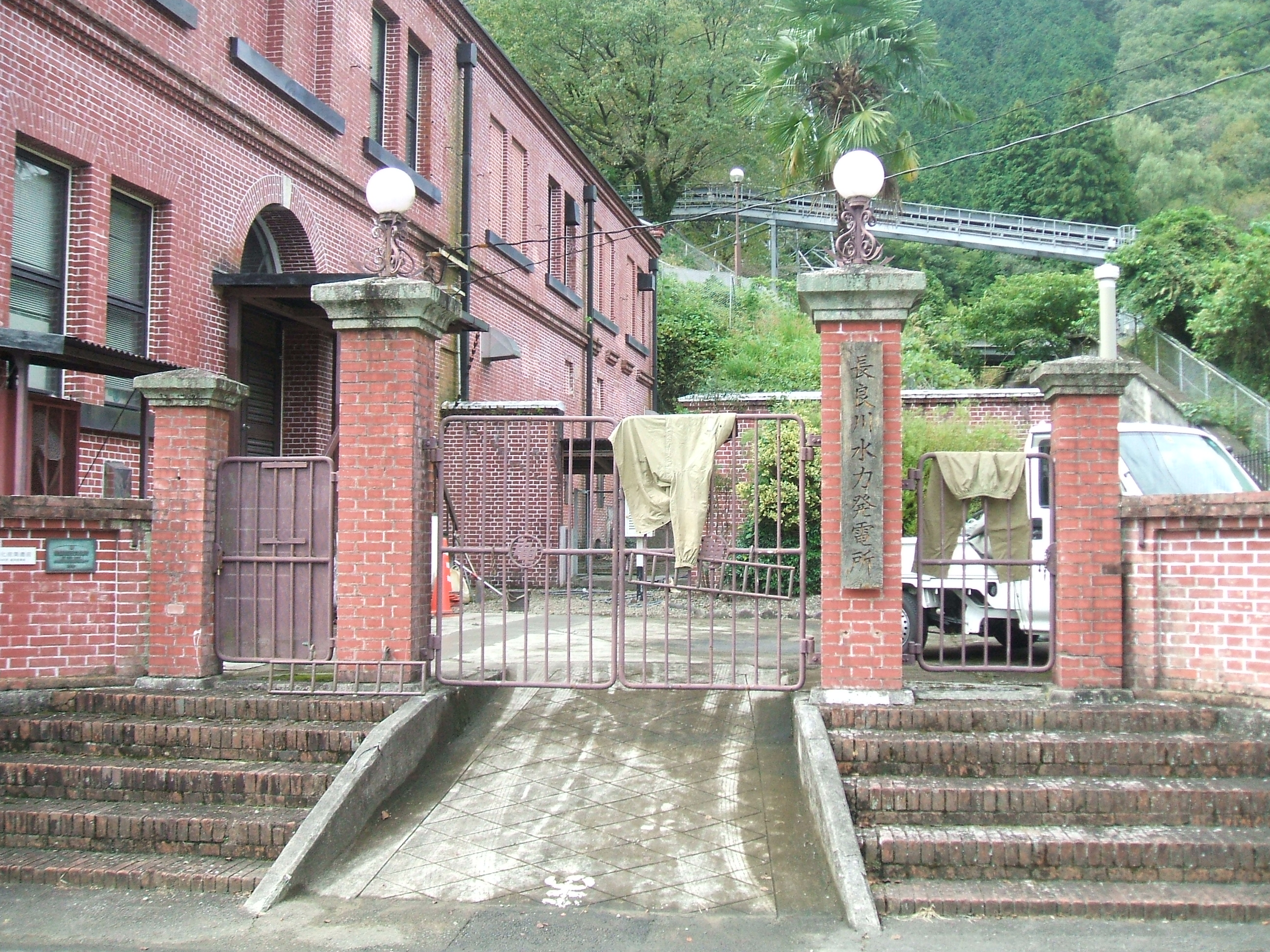
発電所正門。
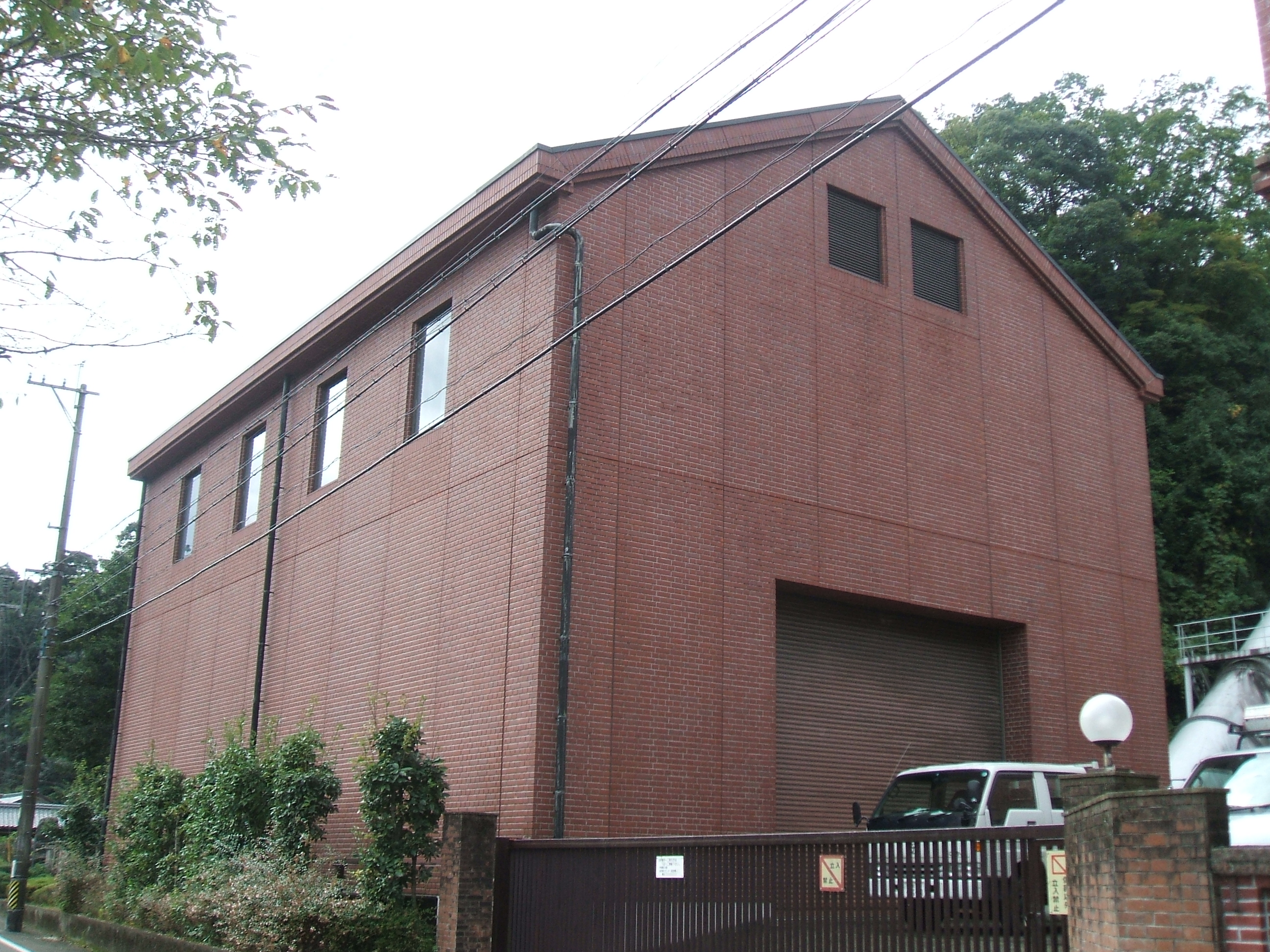
レンガ調の現在の発電所建屋。
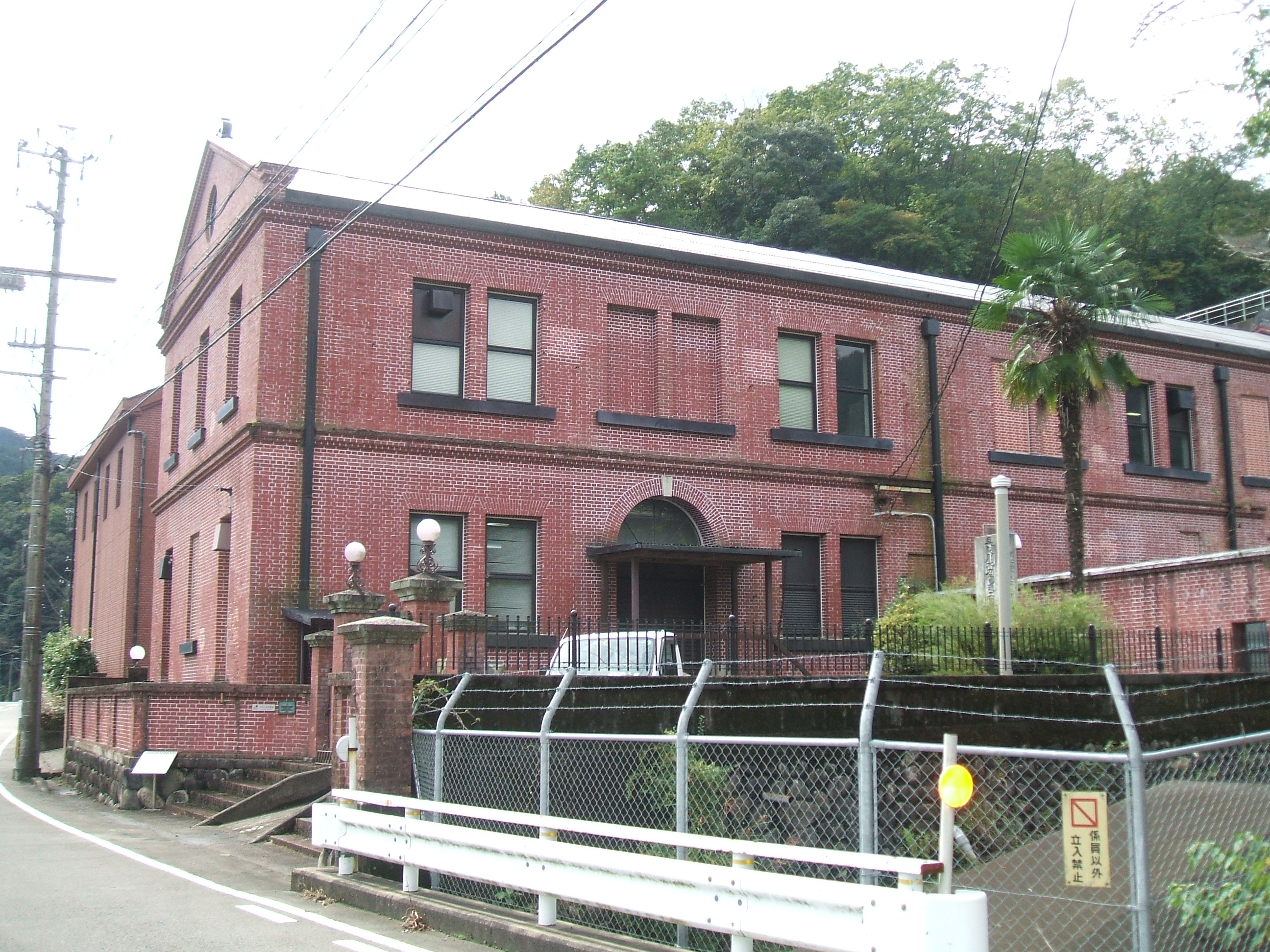
有形文化財に指定されている旧建屋。
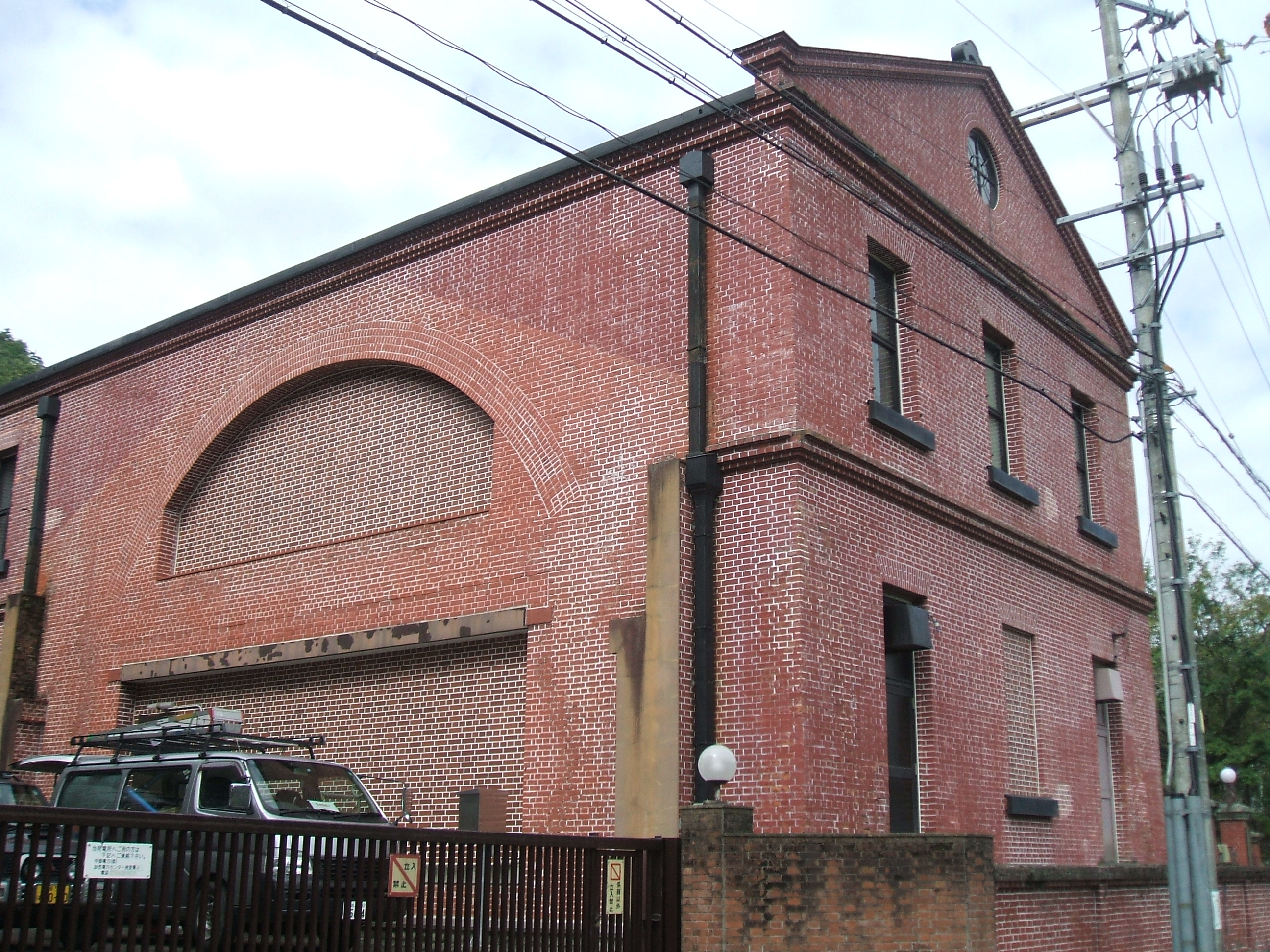
取り壊された旧建屋跡。
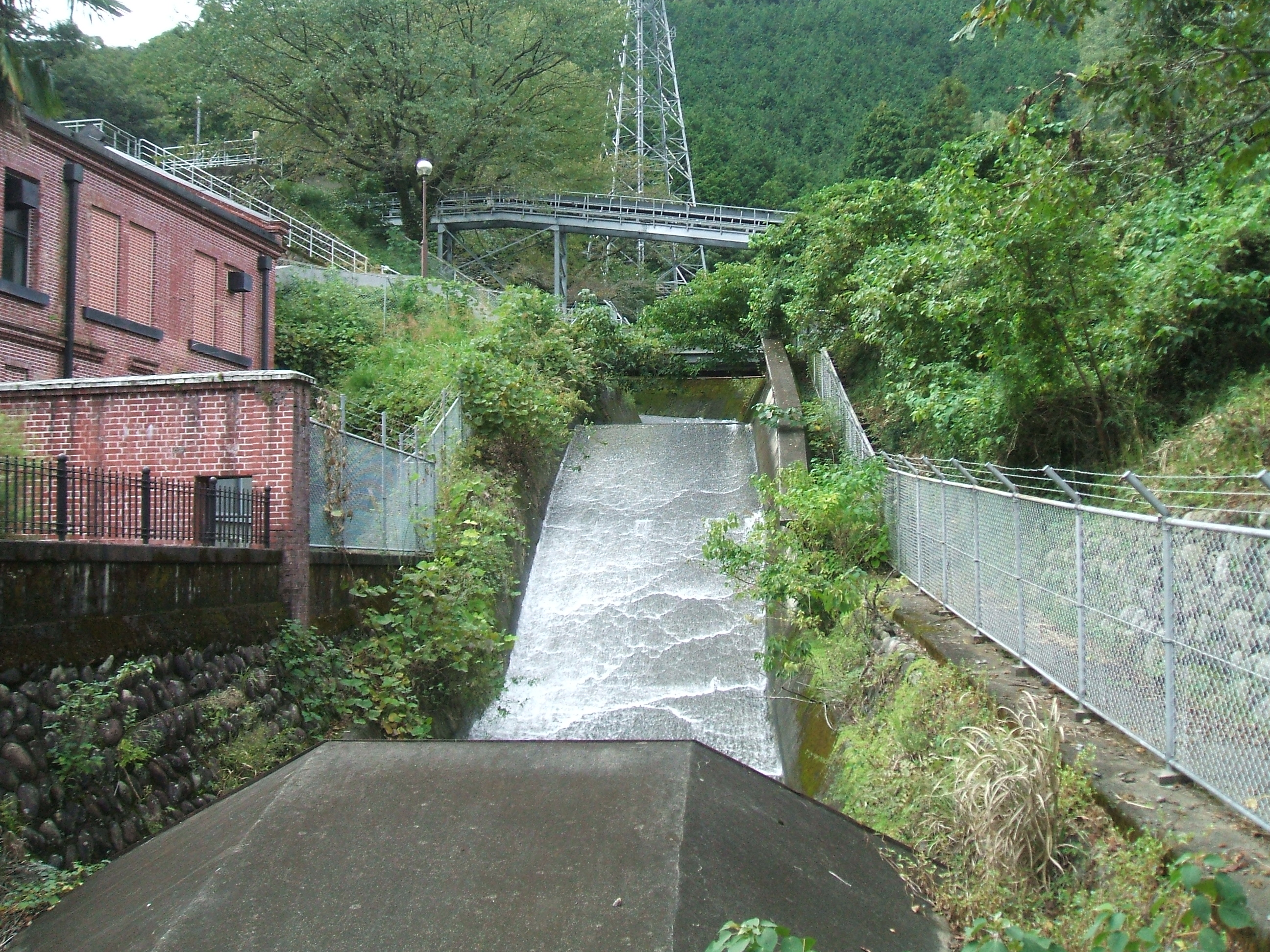
発電所横の余水吐き。
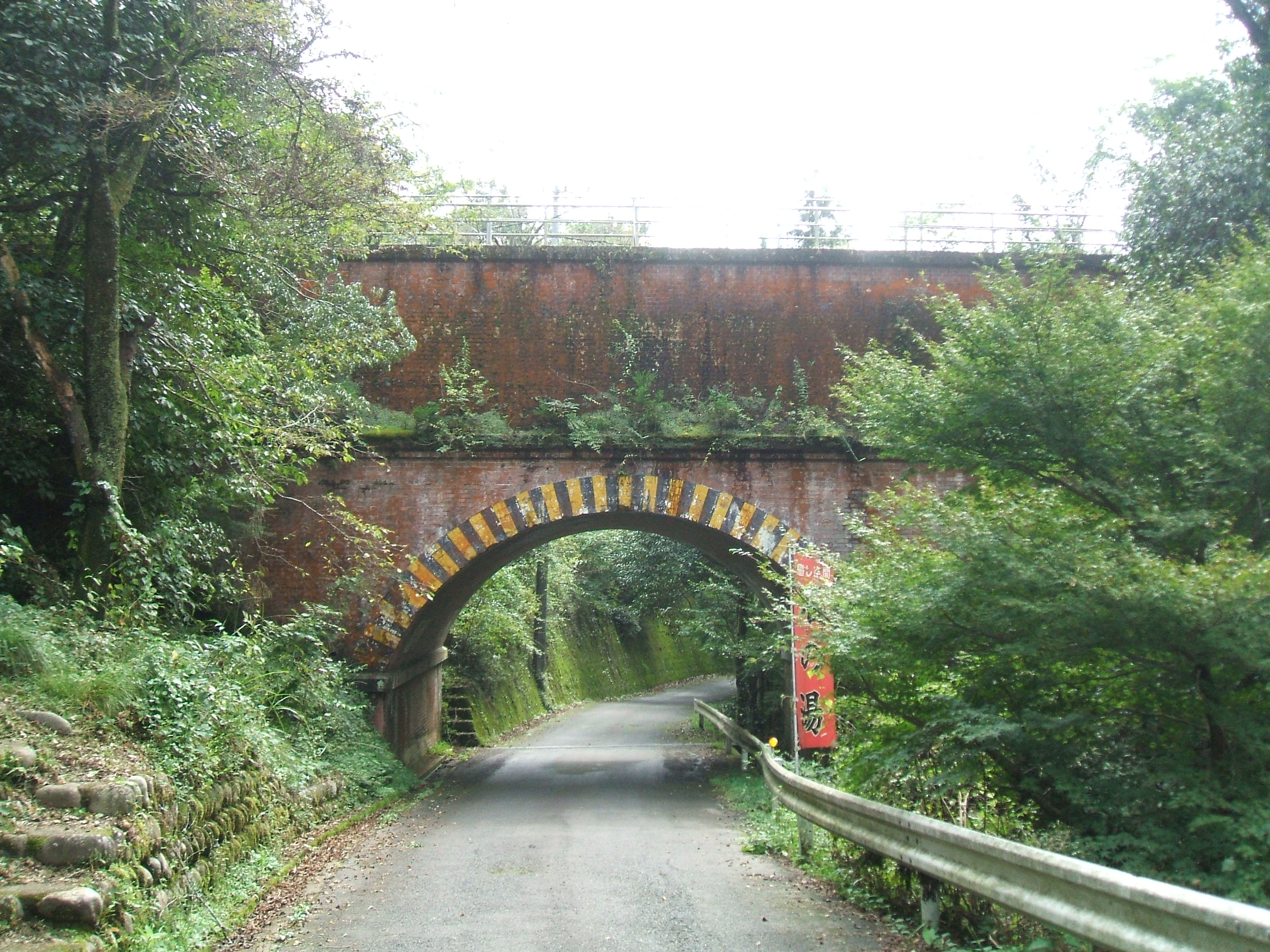
湯之洞谷水路橋。
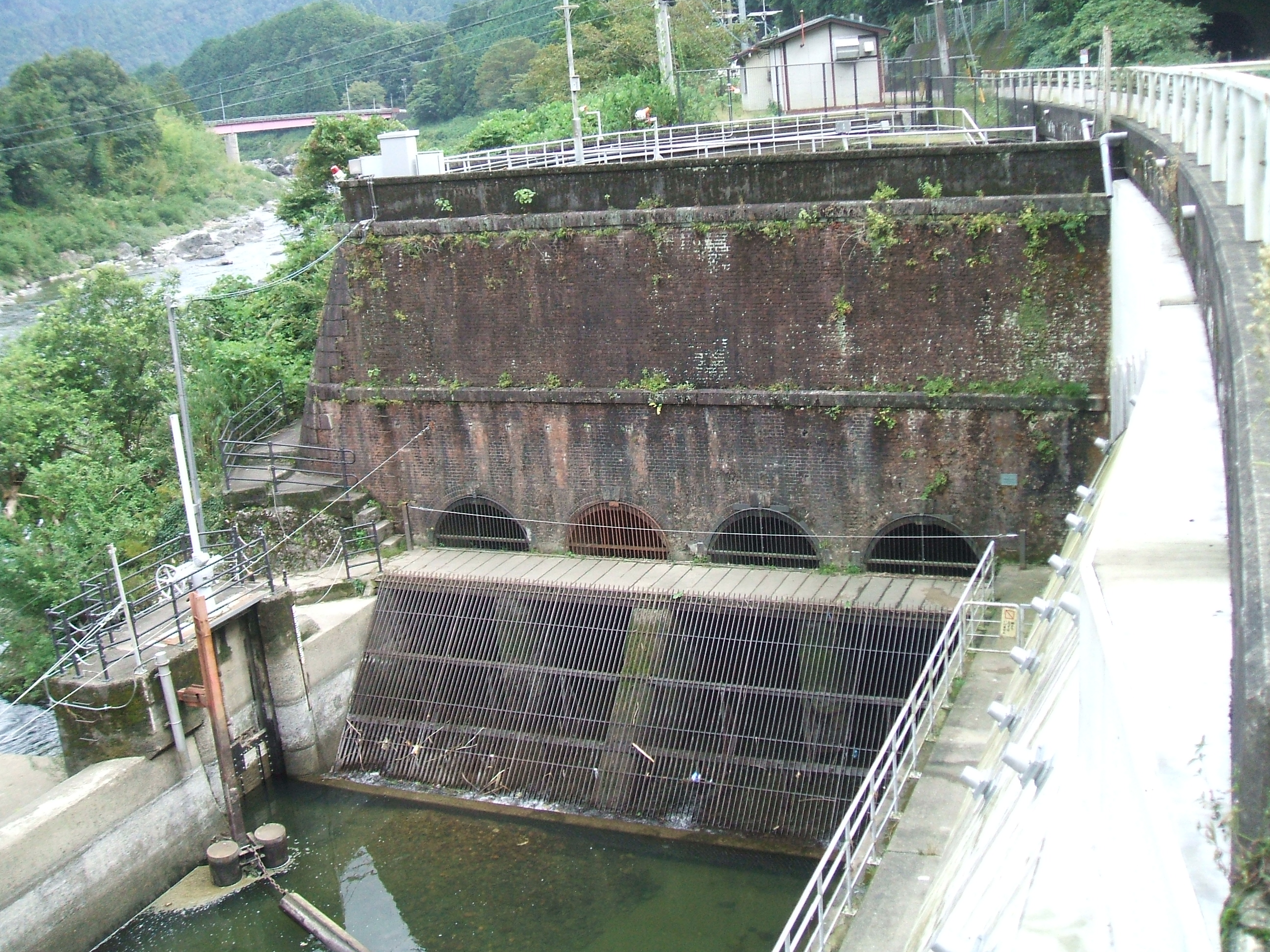
国道156号線沿いにある取水口。